# Stazione meteorologica di Bormio
La stazione meteorologica di Bormio è la stazione meteorologica di riferimento relativa alla località di Bormio.

## Coordinate geografiche
La stazione meteorologica è situata nell'Italia nord-occidentale, in Lombardia, in provincia di Sondrio, nel comune di Bormio, a 1.225 metri s.l.m. e alle coordinate geografiche 46°28′N 10°22′E.

## Dati climatologici
Secondo i dati medi del trentennio 1961-1990, la temperatura media del mese più freddo, gennaio, si attesta ai -1,8 °C, mentre quella del mese più caldo, luglio, è di +16,8 °C .
| Bormio             | Mesi | Mesi | Mesi | Mesi | Mesi | Mesi | Mesi | Mesi | Mesi | Mesi | Mesi | Mesi | Stagioni | Stagioni | Stagioni | Stagioni | Anno |
| Bormio             | Gen  | Feb  | Mar  | Apr  | Mag  | Giu  | Lug  | Ago  | Set  | Ott  | Nov  | Dic  | Inv      | Pri      | Est      | Aut      | Anno |
| ------------------ | ---- | ---- | ---- | ---- | ---- | ---- | ---- | ---- | ---- | ---- | ---- | ---- | -------- | -------- | -------- | -------- | ---- |
| T. max. media (°C) | 2,7  | 5,2  | 8,7  | 12,9 | 17,6 | 20,6 | 22,8 | 21,6 | 19,2 | 13,9 | 7,4  | 3,7  | 3,9      | 13,1     | 21,7     | 13,5     | 13,0 |
| T. min. media (°C) | −6,3 | −5,3 | −2,4 | 1,6  | 5,4  | 9,0  | 10,8 | 10,0 | 7,8  | 3,2  | −1,5 | −4,7 | −5,4     | 1,5      | 9,9      | 3,2      | 2,3  |